# A Szovjetunió Legfelsőbb Bíróságának különleges testületei
A Szovjetunió Legfelső Bíróságának különleges testületei (oroszul: Специальное судебное присутствие Верховного Суда СССР) különbíróságok voltak a Szovjetunióban, melyeket a Szovjetunió első, 1924. évi alkotmánya alapján egy-egy nagy horderejű ügy vizsgálatára és az azzal kapcsolatos ítélet meghozatalára a Legfelsőbb Bíróság mellett hozott létre a Szovjetunió Központi Végrehajtó Bizottsága vagy annak elnöksége.
A Legfelsőbb Bíróság különleges testületeinek nagy szerepe volt a sztálini diktatúra kiépítésében és működtetésében, a koncepciós perek előkészítésében és lebonyolításában és a törvénysértő ítéletek meghozatalában.
A Szovjetunió 1936-os alkotmánya a különleges testületeket már nem említi, viszont lehetőséget adott arra, hogy a Szovjetunió Legfelsőbb Tanácsa különbíróságokat állítson fel. A sztálini tisztogatások csúcspontján, 1937‑38-ban azonban tovább működtek a különleges tanácsok, ilyen ítélkezett például a Tuhacsevszkij-ügyben.

## Létrehozásuk szabályai
A Szovjetunió 1924-es alkotmányának 48. cikke lehetőséget adott arra, hogy a Szovjetunió Legfelsőbb Bírósága egyes kiemelt jelentőségű ügyeket saját hatáskörébe vonjon, és ezek elintézésére különleges bírósági testületeket hozzon létre. Erre kétfajta ügy esetében kerülhetett sor: egyrészt a több szövetséges köztársaságot érintő rendkívüli fontosságú büntető vagy polgári ügyekben, másrészt a Szovjetunió Központi Végrehajtó Bizottságának (KVB) és a Népbiztosok Tanácsának tagjait érintő ügyekben. A különleges testület létrehozására csak előre meghatározott egyedi ügyre vonatkozóan kerülhetett sor.
A Központi Végrehajtó Bizottság Elnöksége 1923. november 23-án az alkotmány alapján szabályzatot adott ki a Legfelsőbb Bíróságról, melynek 12. pontja foglalkozik többek között a különleges testületekkel is. Ennek alapján különleges testület létrehozására csak a KVB Elnökségének eseti határozata alapján kerülhetett sor, vagyis a Legfelsőbb Bíróság maga nem dönthetett erről önállóan. A határozat alapján a különleges testület megalakítása a Legfelsőbb Bíróság teljes ülésének feladata volt, tagjaivá a Legfelsőbb Bíróság tagjai vagy a KVB Elnöksége által választott póttagjai voltak kijelölhetők.